# Choulex
Choulex is een gemeente en plaats in het Zwitserse kanton Genève.
Choulex telt 965 inwoners.